# 公子茷
公子茷，春秋時期楚国的公子。
前575年（周简王十一年、鲁成公十六年、晋厉公六年、楚共王十六年），鄢陵之战，公子茷被晋国俘虏囚禁。前574年（周简王十二年、鲁成公十七年、晋厉公七年、楚共王十七年），栾书怨恨郤至，想要废掉他。让公子茷告诉晋厉公说：“鄢陵之战，实在是郤至召来我寡君（楚共王）的，因为东方齐、鲁、卫的军队没有到达，晋军统帅没有完全出动，郤至说：‘此战晋国必然失败，我就乘机拥立孙周来事奉楚王。’”晋厉公就怨恨郤至。
前618年（周顷王元年、鲁文公九年、楚穆王八年、陈共公十四年），楚国公子朱从东夷进攻陈国，陈军将其击败，俘虏了公子茷。此公子茷应该和楚共王时期的公子茷为两个人。